# Ugyops brevipennis
Ugyops brevipennis är en insektsart som beskrevs av Frederick Arthur Godfrey Muir 1921. Ugyops brevipennis ingår i släktet Ugyops och familjen sporrstritar. Inga underarter finns listade i Catalogue of Life.